# Równanie ciągłości przepływu dla ośrodka porowatego
Równanie ciągłości przepływu dla ośrodka porowatego (ang. continuity equation for flows through porous materials) – jedno z podstawowych równań hydrodynamiki podziemnej. Równanie ciągłości przepływu wyraża przy pomocy parametrów hydrodynamicznych dobrze znaną z fizyki zasadę zachowania masy.
Od równania ciągłości przepływu występującego w ogólnej mechanice płynów równanie dla ośrodka porowatego odróżnia się występowaniem kilku dodatkowych parametrów charakterystycznych dla ośrodków porowatych.
Równanie ciągłości dla ośrodka szczelinowego posiada postać niemal identyczną z postacią dla ośrodka porowatego, z tym, że parametry odpowiednie dla ośrodka porowatego odnoszą się tutaj do ośrodka szczelinowego.

## Równanie ciągłości dla przepływów jednofazowych w ośrodku porowatym
W odniesieniu do przepływów jednofazowych równanie ciągłości dla ośrodka porowatego przyjmuje następującą postać ogólną:
{\displaystyle h\,{\frac {\partial }{\partial t}}(\varrho \varphi )+\mathrm {div} (\varrho h\mathbf {u} )+\varrho hq=0}
lub w równoważnym zapisie (we współrzędnych prostokątnych):
{\displaystyle h\,{\frac {\partial }{\partial t}}(\varrho \varphi )+{\frac {\partial }{\partial x}}(\varrho hu_{x})+{\frac {\partial }{\partial y}}(\varrho hu_{y})+{\frac {\partial }{\partial z}}(\varrho hu_{z})+\varrho hq=0,}
gdzie:
{\displaystyle \mathbf {u} } – wektor prędkości filtracji o współrzędnych {\displaystyle u_{x},\,u_{y},\,u_{z},}
{\displaystyle \varrho } – gęstość płynu,
{\displaystyle \varphi } – porowatość ośrodka porowatego,
{\displaystyle q} – intensywność źródeł,
{\displaystyle h} – parametr geometryczny,
{\displaystyle x,y,z} – współrzędne prostokątne,
{\displaystyle t} – czas.
Intensywność źródeł {\displaystyle q} jest niezerowa w miejscach, gdzie występuje wymiana masy płynu z otoczeniem. W praktyce oznacza to miejsca występowania studni lub odwiertów. Intensywność źródeł wyraża wówczas wielkość produkcji odwiertu (wyrażoną w m³/s) podzieloną przez jednostkę objętości (tj. m³). Intensywność źródeł (której jednostką jest odwrotność sekundy) przyjmuje wielkości dodatnie w przypadku odwiertów eksploatacyjnych, a wielkości ujemne w przypadku odwiertów zatłaczających. W sensie hydrodynamicznym odwiert eksploatacyjny jest więc źródłem, a odwiert zatłaczający upustem.
Parametr geometryczny {\displaystyle h} wprowadzony został do równania ciągłości w celu zredukowania liczby wymiarów przestrzennego zagadnienia przepływu.
- W przypadku przepływu trójwymiarowego parametr geometryczny {\displaystyle h} jest zawsze równy jedności.
- W przypadku przepływu dwuwymiarowego w warstwie porowatej o dużej rozciągłości parametr geometryczny {\displaystyle h} wyraża miąższość warstwy porowatej. Umożliwia to opis ruchu płynu jako dwuwymiarowego z uwzględnieniem zmian miąższości warstwy porowatej.
- W przypadku przepływu jednowymiarowego parametr geometryczny {\displaystyle h} wyraża wielkość przekroju ośrodka porowatego w płaszczyźnie prostopadłej do kierunku przepływu. Umożliwia to opis ruchu płynu jako jednowymiarowego z uwzględnieniem zmian przekroju poprzecznego ośrodka porowatego.

W bardziej ścisłym ujęciu problemu parametr geometryczny {\displaystyle h} stanowi jakobian transformacji układu współrzędnych, w którym rozpatrywane jest zagadnienie przepływu płynu.
Ponieważ wielkość produkcji odwiertów wyraża się w odniesieniu do warunków normalnych (dotyczy to zwłaszcza odwiertów gazowych), dlatego też wprowadzając intensywność źródeł odniesioną do warunków standardowych {\displaystyle {\overline {q}}} równanie ciągłości przepływu przedstawia się często w następującej alternatywnej postaci:
{\displaystyle h\,{\frac {\partial }{\partial t}}\left({\frac {\varphi }{B}}\right)+\mathrm {div} \left({\frac {h\mathbf {u} }{B}}\right)+h{\overline {q}}=0}
lub we współrzędnych prostokątnych:
{\displaystyle h\,{\frac {\partial }{\partial t}}\left({\frac {\varphi }{B}}\right)+{\frac {\partial }{\partial x}}\left({\frac {hu_{x}}{B}}\right)+{\frac {\partial }{\partial y}}\left({\frac {hu_{y}}{B}}\right)+{\frac {\partial }{\partial z}}\left({\frac {hu_{z}}{B}}\right)+h{\overline {q}}=0,}
gdzie {\displaystyle B} – tzw. współczynnik objętościowy (ang. bulk volume factor) przepływającego płynu.

## Równanie ciągłości dla przepływów wielofazowych w ośrodku porowatym
W odniesieniu do przepływów wielofazowych równanie ciągłości dla ośrodka porowatego należy zapisać osobno dla każdej z faz. Jest to więc w rzeczywistości układ równań różniczkowych zawierający ilość równań równą ilości współwystępujących faz.
Układ ten zapisać można w następującej postaci ogólnej, przy czym indeks dolny {\displaystyle n} oznacza, że dany parametr odnosi się do {\displaystyle n}-tej fazy:
{\displaystyle h\,{\frac {\partial }{\partial t}}(\varrho _{n}\varphi S_{n})+\mathrm {div} (\varrho h\mathbf {u} _{n})-\varrho _{n}hr_{n}+\varrho _{n}hq_{n}=0,}
gdzie:
{\displaystyle S_{n}} – nasycenie przestrzeni porowej {\displaystyle n}-tą fazą,
{\displaystyle r_{n}} – intensywność wymiany międzyfazowej.
Intensywność wymiany międzyfazowej wyraża intensywność tworzenia się {\displaystyle n}-tej fazy z innych faz wchodzących w skład układu wielofazowego stanowiącego przepływający płyn. Parametr ten posiada w równaniu znak ujemny, ponieważ w sensie hydrodynamicznym stanowi on upust, a nie źródło.
Podane powyżej równanie ciągłości dla przepływów wielofazowych zapisuje się również w następującej alternatywnej postaci:
{\displaystyle h\,{\frac {\partial }{\partial t}}(\varrho _{n}\varphi S_{n})+\mathrm {div} (\varrho h\mathbf {u} _{n})-\varrho _{n}hr_{n}+\varrho _{n}hf_{n}q=0}
lub
{\displaystyle h\,{\frac {\partial }{\partial t}}\left({\frac {\varphi S_{n}}{B_{n}}}\right)+\mathrm {div} \left({\frac {h}{B_{n}}}\mathbf {u} _{n}\right)-{\frac {h}{B_{n}}}r_{n}+hf_{n}{\overline {q}}=0,}
gdzie:
{\displaystyle f_{n}} – frakcyjny współczynnik dopływu (ang. fractional flow coefficient) dla {\displaystyle n}-tej fazy,
{\displaystyle B_{n}} – współczynnik objętościowy (ang. bulk volume factor) dla {\displaystyle n}-tej fazy.

## Zastosowanie
Równanie ciągłości dla przepływów w ośrodku porowatym stanowi jedno z fundamentalnych równań hydrodynamiki podziemnej. Znajduje ono powszechne zastosowanie w matematycznym i numerycznym modelowaniu przebiegu eksploatacji złóż ropy naftowej, gazu ziemnego oraz podziemnych magazynów gazu. Podstawiając formułę Darcy’ego lub jej uogólnienie do równania ciągłości przepływu otrzymuje się równanie transportu płynu (lub wielofazowej mieszaniny płynów) w ośrodku porowatym.